# Heath Baldwin
Pour les articles homonymes, voir Baldwin.
Heath Baldwin, né le 8 février 2001 à Kalamazoo, est un athlète américain spécialiste des épreuves combinées.

## Biographie
Heath Baldwin est originaire de Kalamazoo, dans le Michigan, où il a fréquenté le Hackett Catholic Prep High School.
Le plus jeune d'une famille de quatre frères et sœurs, il était un passionné de baseball avant de se concentrer sur l'athlétisme après avoir été persuadé de l'essayer par son entraîneur de force et de conditionnement physique. Il a également joué au football américain et au basket-ball selon les normes de tous les États.[4]Il a d'abord concouru pour l'équipe d'athlétisme des Michigan Wolverines avant d'être ensuite transféré à la Michigan State University.

## Palmarès

### National
- Championnats des États-Unis d'athlétisme
  - Triple saut : vainqueur en 2024

## Records
| Épreuve   | Marque    | Lieu   | Date         |
| --------- | --------- | ------ | ------------ |
| Décathlon | 8 625 pts | Eugene | 22 juin 2024 |